# Buchertsgräben bei Schlierbach
Die Buchertsgräben bei Schlierbach sind ein Naturschutzgebiet in der Gemeinde Schaafheim, Gemarkungen Schlierbach und Schaafheim, im Landkreis Darmstadt-Dieburg in Südhessen. Das Schutzgebiet wurde mit Verordnung vom 21. Januar 1986 ausgewiesen.

## Lage
Das Naturschutzgebiet „Buchertsgräben bei Schlierbach“ liegt an den nördlichen Ausläufern des Odenwaldes und gehört zum Naturraum Kleine Bergstraße im Reinheimer Hügelland. Es befindet sich etwa 1,5 Kilometer südwestlich von Schlierbach. Das Schutzgebiet umfasst eine Fläche von 51,57 Hektar.

## Schutzzweck
Mit der Unterschutzstellung soll ein landschaftsprägendes, reich strukturiertes Waldgebiet mit Löss-Schluchten erhalten werden. Diese Biotope sind als Lebensraum für zahlreiche seltene Pflanzen- und Tierarten zu sichern und zu verbessern. Auch geologisch ist das Gebiet bedeutsam.

## Beschreibung
Das Naturschutzgebiet ist ein von landwirtschaftlichen Flächen umgebener Wald, der von mehreren tiefen Lössgräben durchzogen wird und sehr strukturreich ist. Er besteht größtenteils aus Hainsimsen-Buchenwald, stellenweise sind Fichtenbestände  vorhanden, die seit dem trockenen Sommer 2018 absterben. Angrenzend finden sich kleinflächige Reste von Halbtrockenrasen, ebenfalls sind Teile des heutigen Waldes an den Lösshängen die Relikte ehemaliger Halbtrockenrasen. Als seltene oder bemerkenswerte Pflanzenarten kommen acht Orchideen-Arten sowie Kreuz-Enzian, Zwerg-Holunder, Gewöhnliche Natternzunge, Waldgerste und Rundblättriges Labkraut vor. Auffallend artenreich sind auch die Schmetterlinge vertreten.

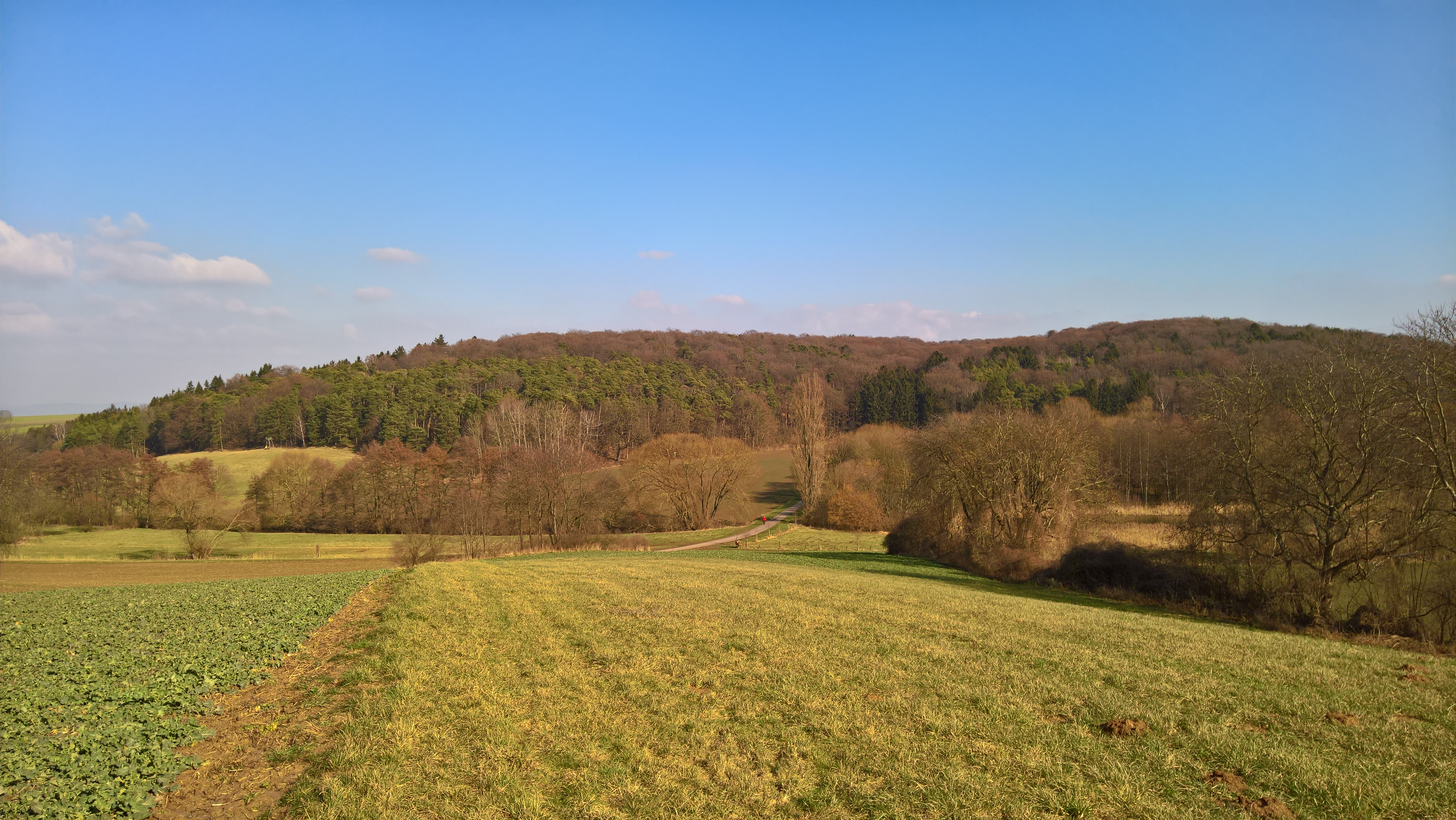
Der Buchenwald auf dem Bergrücken ist das Schutzgebiet (2018)
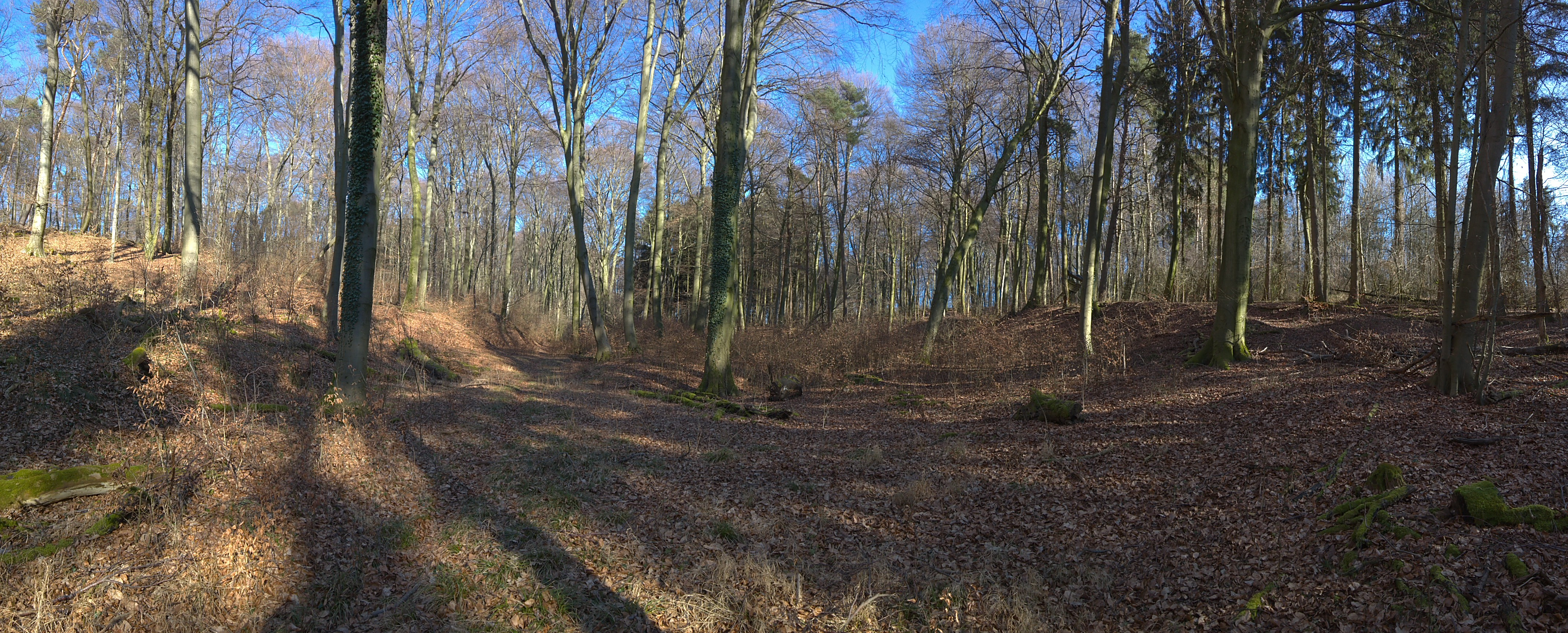
Hohlwege durchziehen das NSG (2018)

- Siehe auch: Liste der Naturschutzgebiete im Landkreis Darmstadt-Dieburg